# مایکلزتو
مایکلزتو (به انگلیسی: Michaelstow) یک روستا و محله مدنی در بریتانیا است که در کورنوال واقع شده‌است. مایکلزتو ۲۳۳ نفر جمعیت دارد.